# Saint-Léonard (Gers)
Pour les articles homonymes, voir Saint-Léonard.
Saint-Léonard (Sent Launart en gascon) est une commune française située dans le nord-est du département du Gers en région Occitanie. Sur le plan historique et culturel, la commune est dans la Lomagne, une ancienne circonscription de la province de Gascogne ayant titre de vicomté, surnommée « Toscane française ».
Exposée à un climat océanique altéré, elle est drainée par l'Arrats, l'Auroue, le ruisseau du Gélon et par divers autres petits cours d'eau. La commune possède un patrimoine naturel remarquable composé de deux zones naturelles d'intérêt écologique, faunistique et floristique.
Saint-Léonard est une commune rurale qui compte 185 habitants en 2022, après avoir connu un pic de population de 697 habitants en 1806.  Ses habitants sont appelés les Saint-Léonardais ou  Saint-Léonardaises.
Le patrimoine architectural de la commune comprend un immeuble protégé au titre des monuments historiques : le château de Saint-Léonard, inscrit en 1996.

## Géographie

### Communes limitrophes
Les communes limitrophes sont  Avezan, Bivès, Brugnens, Cadeilhan, Saint-Clar, Tournecoupe et Urdens.
| Urdens   | Saint-Clar    | Avezan      |
| Brugnens | Saint-Léonard | Tournecoupe |
|          | Cadeilhan     | Bivès       |

### Géologie et relief
Saint-Léonard se situe en zone de sismicité 1 (sismicité très faible).

### Hydrographie

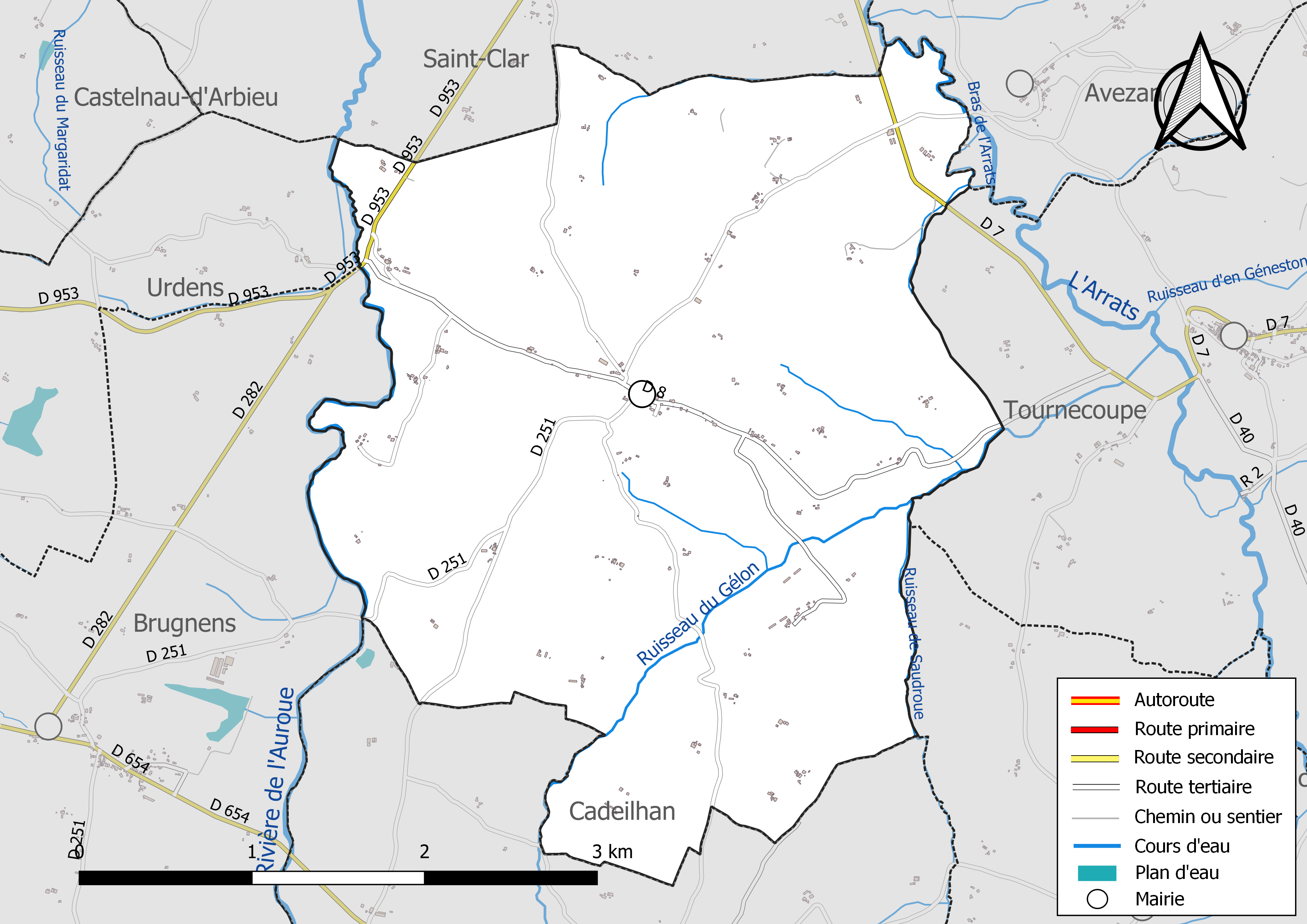
Réseaux hydrographique et routier de Saint-Léonard.

La commune est dans le bassin de la Garonne, au sein du bassin hydrographique Adour-Garonne. Elle est drainée par l'Arrats, l'Auroue, le ruisseau du Gélon, un bras de l'Arrats, le ruisseau de Saudroue et par divers petits cours d'eau, qui constituent un réseau hydrographique de 12 km de longueur totale,.
L'Arrats, d'une longueur totale de 162,1 km, prend sa source dans la commune de Lannemezan et s'écoule vers le nord. Il traverse la commune et se jette dans la Garonne à Saint-Loup, après avoir traversé 66 communes.
L'Auroue, d'une longueur totale de 62,4 km, prend sa source dans la commune de Crastes et s'écoule vers le nord. Il traverse la commune et se jette dans la Garonne à Saint-Romain-le-Noble, après avoir traversé 26 communes.

### Climat
Pour des articles plus généraux, voir Climat de l'Occitanie et Climat du Gers.
En 2010, le climat de la commune est de type climat du Bassin du Sud-Ouest, selon une étude s'appuyant sur une série de données couvrant la période 1971-2000. En 2020, Météo-France publie une typologie des climats de la France métropolitaine dans laquelle la commune est exposée à un climat océanique altéré et est dans la région climatique Aquitaine, Gascogne, caractérisée par une pluviométrie abondante au printemps, modérée en automne, un faible ensoleillement au printemps, un été chaud (19,5 °C), des vents faibles, des brouillards fréquents en automne et en hiver et des orages fréquents en été (15 à 20 jours).
Pour la période 1971-2000, la température annuelle moyenne est de 13,3 °C, avec une amplitude thermique annuelle de 15,5 °C. Le cumul annuel moyen de précipitations est de 712 mm, avec 9,5 jours de précipitations en janvier et 6 jours en juillet. Pour la période 1991-2020, la température moyenne annuelle observée sur la station météorologique la plus proche, située sur la commune de Mauroux à 7 km à vol d'oiseau, est de 14,0 °C et le cumul annuel moyen de précipitations est de 677,6 mm,. Pour l'avenir, les paramètres climatiques de la commune estimés pour 2050 selon différents scénarios d'émission de gaz à effet de serre sont consultables sur un site dédié publié par Météo-France en novembre 2022.

### Milieux naturels et biodiversité

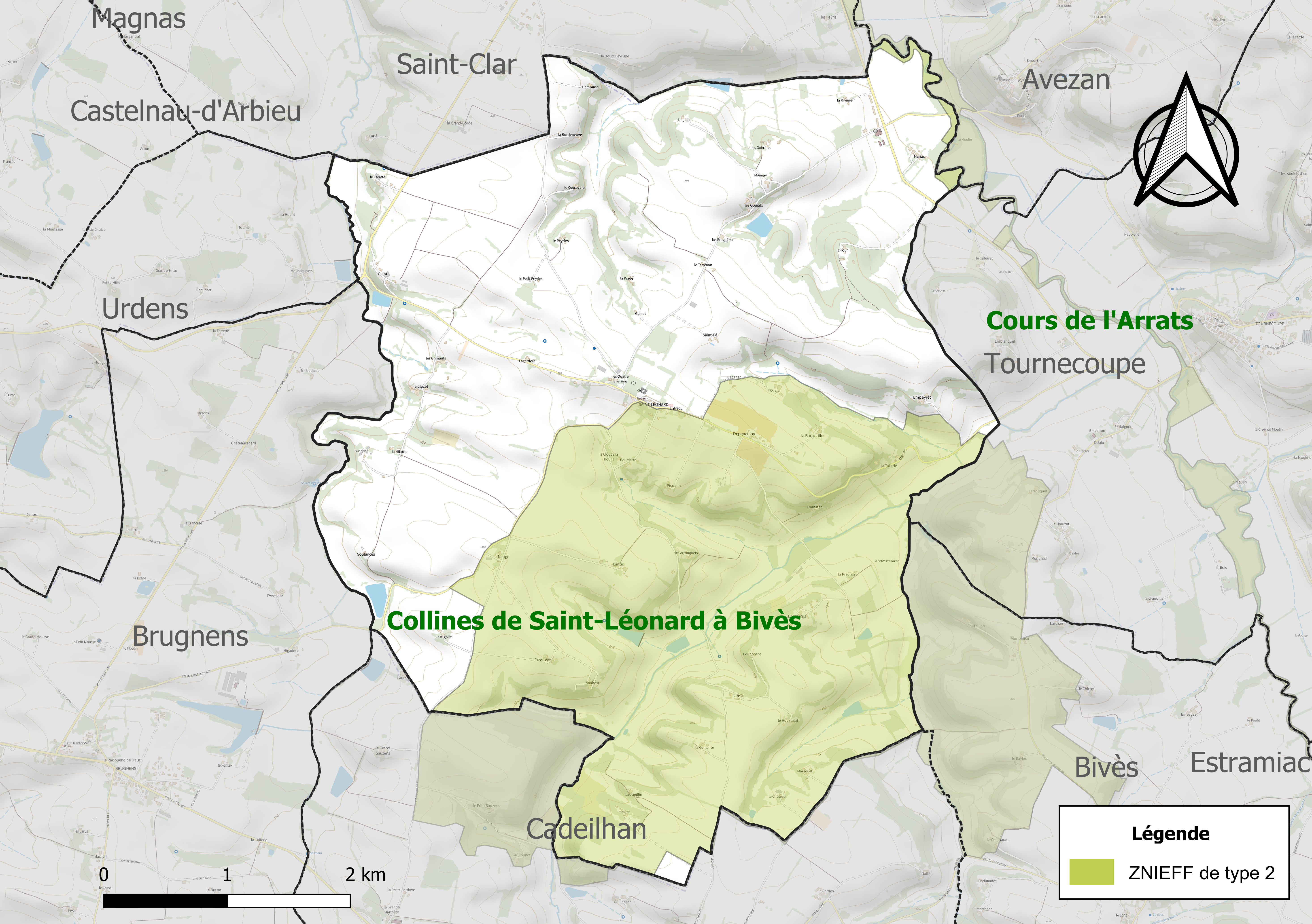
Carte des ZNIEFF de type 2 localisées sur la commune.

L’inventaire des zones naturelles d'intérêt écologique, faunistique et floristique (ZNIEFF) a pour objectif de réaliser une couverture des zones les plus intéressantes sur le plan écologique, essentiellement dans la perspective d’améliorer la connaissance du patrimoine naturel national et de fournir aux différents décideurs un outil d’aide à la prise en compte de l’environnement dans l’aménagement du territoire.
Deux ZNIEFF de type 2 sont recensées sur la commune :
- les « collines de Saint-Léonard à Bivès » (817 ha), couvrant 4 communes du département[14] ;
- le « cours de l'Arrats » (815 ha), couvrant 30 communes dont 22 dans le Gers et huit dans le Tarn-et-Garonne[15].

## Urbanisme

### Typologie
Au 1er janvier 2024, Saint-Léonard est catégorisée commune rurale à habitat très dispersé, selon la nouvelle grille communale de densité à sept niveaux définie par l'Insee en 2022.
Elle est située hors unité urbaine et hors attraction des villes,.

### Occupation des sols
L'occupation des sols de la commune, telle qu'elle ressort de la base de données européenne d’occupation biophysique des sols Corine Land Cover (CLC), est marquée par l'importance des territoires agricoles (97,1 % en 2018), une proportion identique à celle de 1990 (97,1 %). La répartition détaillée en 2018 est la suivante : 
terres arables (76,7 %), zones agricoles hétérogènes (20,4 %), forêts (2,9 %). L'évolution de l’occupation des sols de la commune et de ses infrastructures peut être observée sur les différentes représentations cartographiques du territoire : la carte de Cassini (XVIIIe siècle), la carte d'état-major (1820-1866) et les cartes ou photos aériennes de l'IGN pour la période actuelle (1950 à aujourd'hui).

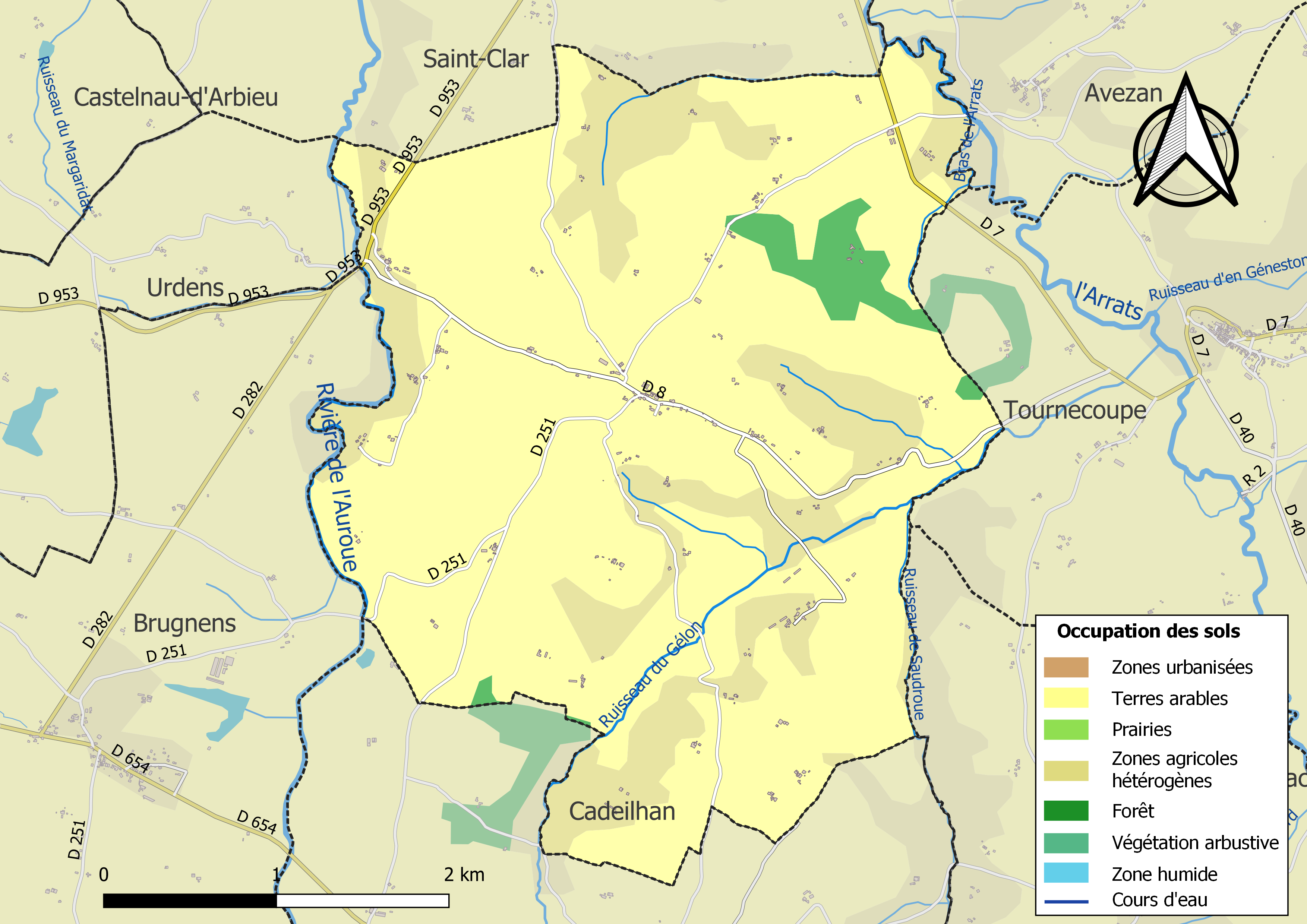
Carte des infrastructures et de l'occupation des sols de la commune en 2018 (CLC).

### Risques majeurs
Le territoire de la commune de Saint-Léonard est vulnérable à différents aléas naturels : météorologiques (tempête, orage, neige, grand froid, canicule ou sécheresse) et séisme (sismicité très faible). Un site publié par le BRGM permet d'évaluer simplement et rapidement les risques d'un bien localisé soit par son adresse soit par le numéro de sa parcelle.

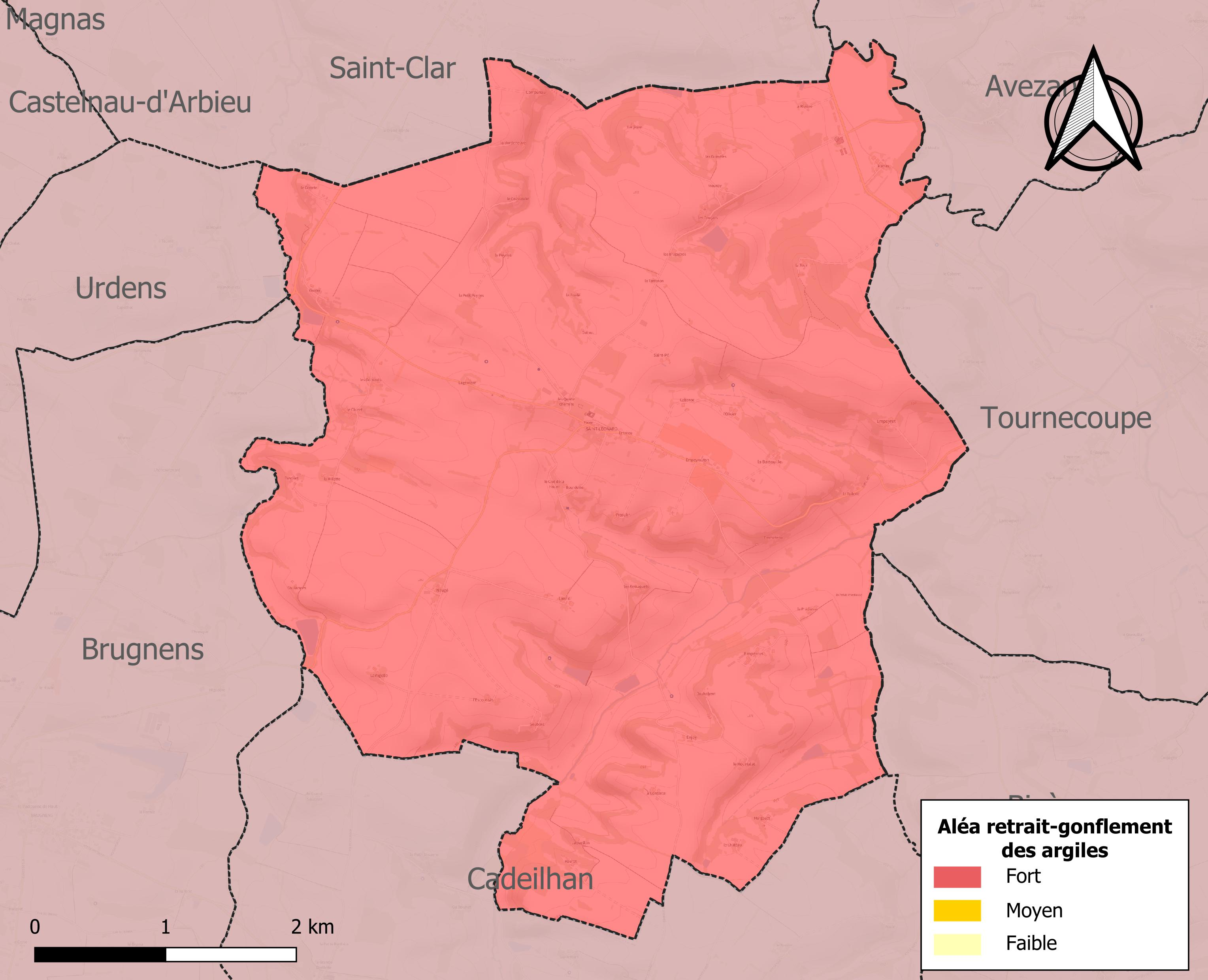
Carte des zones d'aléa retrait-gonflement des sols argileux de Saint-Léonard.

Le retrait-gonflement des sols argileux est susceptible d'engendrer des dommages importants aux bâtiments en cas d’alternance de périodes de sécheresse et de pluie. La totalité de la commune est en aléa moyen ou fort (94,5 % au niveau départemental et 48,5 % au niveau national). Sur les 105 bâtiments dénombrés sur la commune en 2019, 105 sont en aléa moyen ou fort, soit 100 %, à comparer aux 93 % au niveau départemental et 54 % au niveau national. Une cartographie de l'exposition du territoire national au retrait gonflement des sols argileux est disponible sur le site du BRGM,.
Par ailleurs, afin de mieux appréhender le risque d’affaissement de terrain, l'inventaire national des cavités souterraines permet de localiser celles situées sur la commune.
La commune a été reconnue en état de catastrophe naturelle au titre des dommages causés par les inondations et coulées de boue survenues en 1999, 2007 et 2009. Concernant les mouvements de terrains, la commune a été reconnue en état de catastrophe naturelle au titre des dommages causés par la sécheresse en 1989, 2000, 2002, 2003 et 2015 et par des mouvements de terrain en 1999.

## Histoire
La famille de Sédillac ou de Sédilhac selon la graphie gasconne, possède la seigneurie depuis au moins le XIVe siècle. En 1764 Jean-Louis de Sedilhac est seigneur de St-Léonard, habitant Marciac. La famille acquiert plus tard la seigneurie de Castelnau, et le château de Sérillac à La Sauvetat (Gers).

## Politique et administration
| Période                                  | Période  | Identité      | Étiquette | Qualité              |
| ---------------------------------------- | -------- | ------------- | --------- | -------------------- |
| mars 2001                                | En cours | Gervais Molas | DVD       | Agriculteur retraité |
| Les données manquantes sont à compléter. |          |               |           |                      |

## Démographie
L'évolution du nombre d'habitants est connue à travers les recensements de la population effectués dans la commune depuis 1793. Pour les communes de moins de 10 000 habitants, une enquête de recensement portant sur toute la population est réalisée tous les cinq ans, les populations de référence des années intermédiaires étant quant à elles estimées par interpolation ou extrapolation. Pour la commune, le premier recensement exhaustif entrant dans le cadre du nouveau dispositif a été réalisé en 2007.

En 2022, la commune comptait 185 habitants, en évolution de +1,65 % par rapport à 2016 (Gers : +1,04 %, France hors Mayotte : +2,11 %).
| 1793 | 1800 | 1806 | 1821 | 1831 | 1841 | 1846 | 1851 | 1856 |
| ---- | ---- | ---- | ---- | ---- | ---- | ---- | ---- | ---- |
| 666  | 575  | 697  | 695  | 682  | 664  | 667  | 661  | 610  |

| 1861 | 1866 | 1872 | 1876 | 1881 | 1886 | 1891 | 1896 | 1901 |
| ---- | ---- | ---- | ---- | ---- | ---- | ---- | ---- | ---- |
| 558  | 564  | 512  | 487  | 446  | 436  | 446  | 381  | 346  |

| 1906 | 1911 | 1921 | 1926 | 1931 | 1936 | 1946 | 1954 | 1962 |
| ---- | ---- | ---- | ---- | ---- | ---- | ---- | ---- | ---- |
| 351  | 308  | 289  | 315  | 281  | 286  | 276  | 275  | 224  |

| 1968 | 1975 | 1982 | 1990 | 1999 | 2006 | 2007 | 2012 | 2017 |
| ---- | ---- | ---- | ---- | ---- | ---- | ---- | ---- | ---- |
| 208  | 190  | 179  | 161  | 143  | 164  | 167  | 182  | 182  |

| 2022 | - | - | - | - | - | - | - | - |
| ---- | - | - | - | - | - | - | - | - |
| 185  | - | - | - | - | - | - | - | - |

## Économie

### Revenus
En 2018  (données Insee publiées en septembre 2021), la commune compte 67 ménages fiscaux, regroupant 169 personnes. La médiane du revenu disponible par unité de consommation est de 19 270 € (20 820 € dans le département).

### Emploi
|                | 2008  | 2013  | 2018   |
| -------------- | ----- | ----- | ------ |
| Commune        | 3,3 % | 5,9 % | 10,1 % |
| Département    | 6,1 % | 7,5 % | 8,2 %  |
| France entière | 8,3 % | 10 %  | 10 %   |

En 2018, la population âgée de 15 à 64 ans s'élève à 100 personnes, parmi lesquelles on compte 76,8 % d'actifs (66,7 % ayant un emploi et 10,1 % de chômeurs) et 23,2 % d'inactifs,. En  2018, le taux de chômage communal (au sens du recensement) des 15-64 ans est supérieur à celui du département et de la France, alors qu'en 2008 la situation était inverse.
La commune est hors attraction des villes,. Elle compte 34 emplois en 2018, contre 38 en 2013 et 30 en 2008. Le nombre d'actifs ayant un emploi résidant dans la commune est de 71, soit un indicateur de concentration d'emploi de 47,9 % et un taux d'activité parmi les 15 ans ou plus de 54,7 %.
Sur ces 71 actifs de 15 ans ou plus ayant un emploi, 27 travaillent dans la commune, soit 38 % des habitants. Pour se rendre au travail, 85,9 % des habitants utilisent un véhicule personnel ou de fonction à quatre roues, 4,2 % s'y rendent en deux-roues, à vélo ou à pied et 9,9 % n'ont pas besoin de transport (travail au domicile).

### Activités hors agriculture
16 établissements sont implantés  à Saint-Léonard au 31 décembre 2019.
Le secteur des activités spécialisées, scientifiques et techniques et des activités de services administratifs et de soutien est prépondérant sur la commune puisqu'il représente 25 % du nombre total d'établissements de la commune (4 sur les 16 entreprises implantées  à Saint-Léonard), contre 14,4 % au niveau départemental.

### Agriculture
La commune est dans la Lomagne, une petite région agricole occupant le nord-est du département du Gers. En 2020, l'orientation technico-économique de l'agriculture  sur la commune est la polyculture et/ou le polyélevage.
|               | 1988  | 2000  | 2010 | 2020 |
| ------------- | ----- | ----- | ---- | ---- |
| Exploitations | 35    | 20    | 15   | 12   |
| SAU (ha)      | 1 218 | 1 046 | 886  | 797  |

Le nombre d'exploitations agricoles en activité et ayant leur siège dans la commune est passé de 35 lors du recensement agricole de 1988  à 20 en 2000 puis à 15 en 2010 et enfin à 12 en 2020, soit une baisse de 66 % en 32 ans. Le même mouvement est observé à l'échelle du département qui a perdu pendant cette période 51 % de ses exploitations,. La surface agricole utilisée sur la commune a également diminué, passant de 1 218 ha en 1988 à 797 ha en 2020. Parallèlement la surface agricole utilisée moyenne par exploitation a augmenté, passant de 35 à 66 ha.

## Culture locale et patrimoine

### Lieux et monuments
- Le Château Saint-Léonard date du XVe siècle, sur des bases plus anciennes (caves voûtées), fortement remanié au XVIIIe siècle (propriété privée).
- Église Saint-Léonard. L'église date de la fin du XIXe siècle, le portail provenant de l'ancienne église date du XVe - XVIe siècles. L'édifice est répertorié à l'Inventaire général Région Midi-Pyrénées depuis 1979[30].